# Béhuard
Béhuard é uma comuna francesa na região administrativa da Pays de la Loire, no departamento de Maine-et-Loire. Estende-se por uma área de 2,21 km². Em 2010 a comuna tinha 131 habitantes (densidade: 59,3 hab./km²).